# 田川博一
田川 博一（たがわ ひろいち、1921年6月13日 - 2000年2月10日）は、日本の編集者、経営者。文藝春秋社副社長を務めた。

## 経歴
新潟県出身。1937年に早稲田大学文学部仏文科を卒業し、同年に文藝春秋社に入社。1945年、陸軍航空機整備員として第三振武隊(後に第二十振武隊)の特攻機整備業務に従事した。第二次世界大戦後、文芸春秋の編集委員を経て、1952年に別冊文芸春秋編集局長に就任し、特集漫画読本・文藝春秋・週刊文春の各編集長、広告局長、取締役、常務、専務を経て、1986年5月に副社長に就任。1987年6月に常任監査役を経て、1989年6月に相談役に退く。
2000年2月10日、肺炎のために死去。78歳没。